# Haliplus brandeni
Haliplus brandeni är en skalbaggsart som beskrevs av Wehncke 1888. Haliplus brandeni ingår i släktet Haliplus och familjen vattentrampare. Inga underarter finns listade i Catalogue of Life.